# 豪尔赫·安东尼奥·塞拉诺·埃利亚斯
豪尔赫·安东尼奥·塞拉诺·埃利亚斯（西班牙語：Jorge Antonio Serrano Elías；1945年4月26日—），危地马拉总统（1991年1月14日—1993年5月31日）。塞拉诺是一名电力工程师，曾就读于瑞典。已婚，有5个孩子。

## 生平
塞拉诺1945年4月26日出生于危地马拉城，是豪尔赫·阿丹·塞拉诺和罗莎·埃利亚斯之子。在瑞士上完学后入读危地马拉圣卡洛斯大学工业工程学，又留学美国加州斯坦福大学，在那里他学习了经济学，获得教育和科学博士学位。然后他回到危地马拉成为公务员。
1974年至1976年，他负责危地马拉全国经济计划委员会秘书处人力资源部，与美国新教教会合作，帮助人们从地震中恢复。但因揭露土著居民的恶劣居住条件而受到威胁，他流亡到了美国，1982年回国。回国后他曾在里奥斯·蒙特将军领导的军政府时期于1982—1983年担任国务委员会副主席，而蒙特将军的军政府时期是这个中美洲国家历史上最奉行暴力的时期之一。塞拉诺作为各反对党的代表在全国和解委员会中作用突出。该委员会是在中美洲各国首脑1987年8月7日签署的著名的“第2个埃斯基普拉斯和平协议”之后成立的。
塞拉诺在80年代初期曾是基督教民主党和全国革新党成员。1985年，他作为两个温和右翼党全国合作民主党和革命党组成的联盟的总统候选人参加竞选。身为大学教授的塞拉诺，激烈抨击1986年1月14日执政的塞雷索总统的基督教民主党政府。
在1991年1月5日举行的危地马拉大选中，塞拉诺作为危地马拉团结行动运动(MAS)总统候选人，在第二轮选举中以以68.1%的选票获胜，当选总统。
1993年5月25日，塞拉诺引发了1993年危地马拉宪法危机，非法中止宪法、解散国会和最高法院，试图以打击腐败为借口实行审查制度和限制公民自由。引起危地马拉社会的大多数党派的强烈抗议，最终在国际压力和军队支持执行宪法法院的判决下，在6月1日辞职离国，由其副总统古斯塔沃·埃斯皮纳继任总统。但因埃斯皮纳参与政变，国会任命人权监察官拉米罗·德莱昂为新总统。
塞拉诺现和他的妻子Magda Bianchi de Serrano居住在巴拿马，危地马拉多次试图将其引渡回国以接受腐败的指控。
塞拉诺能讲英语，写过一些政治和经济发展方面的文章。